# Kabinett Mendès France

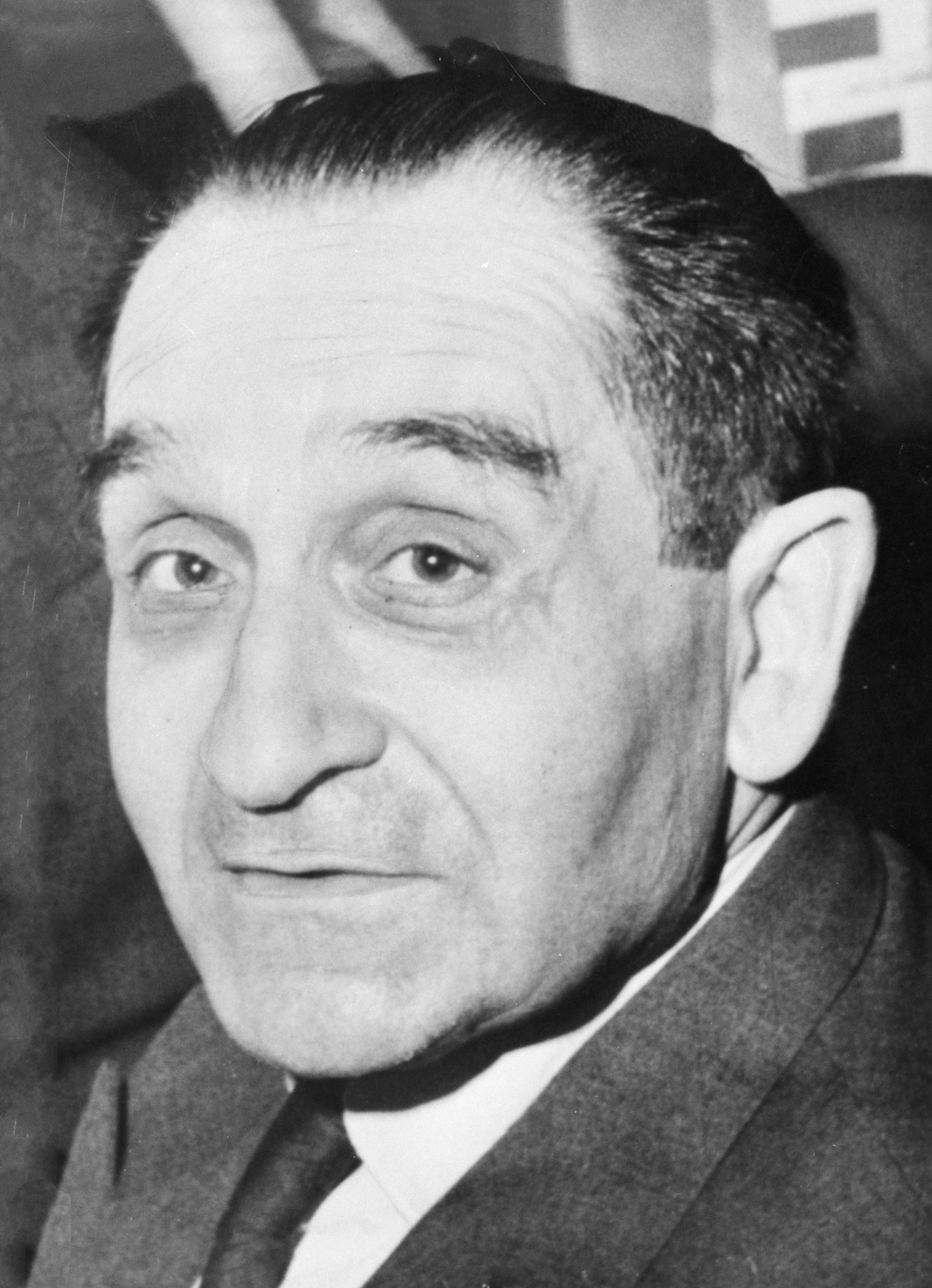
Pierre Mendès France war zwischen 1954 und 1955 Premierminister

Das Kabinett Mendès France wurde in Frankreich am 18. Juni 1954 von Premierminister Pierre Mendès France während der Amtszeit von Staatspräsident René Coty gebildet und löste das Kabinett Laniel II ab. Am 23. Februar 1955 wurde das Kabinett vom Kabinett Faure II abgelöst. Dem Kabinett gehörten Vertreter von Parti républicain, radical et radical-socialiste (PRS), Centre national des indépendants et paysans (CNIP), Union démocratique et socialiste de la Résistance (UDSR) sowie Union des républicains d’action sociale (URAS) an.

## Minister
Dem Kabinett gehörten folgende Minister an:
| Amt | Name                                                        | Beginn der Amtszeit                               | Ende der Amtszeit                                  |
| --- | ----------------------------------------------------------- | ------------------------------------------------- | -------------------------------------------------- |
| Premierminister                                                                                           | Pierre Mendès France                                        | 19. Juni 1954                                     | 23. Februar 1955                                   |
| Staatsminister                                                                                            | Guy La Chambre                                              | 3. September 1954                                 | 23. Februar 1954                                   |
| Staatsminister                                                                                            | Jean-Michel Guérin de Beaumont                              | 20. Januar 1955                                   | 23. Februar 1955                                   |
| Siegelbewahrer, Justizminister                                                                            | Émile Hugues Jean-Michel Guérin de Beaumont Emmanuel Temple | 19. Juni 1954 3. September 1954 20. Januar 1955   | 20. Januar 1955 3. September 1954 23. Februar 1955 |
| Außenminister                                                                                             | Pierre Mendès France Edgar Faure                            | 19. Juni 1954 20. Januar 1955                     | 20. Januar 1955 23. Februar 1955                   |
| Innenminister                                                                                             | François Mitterrand                                         | 19. Juni 1954                                     | 23. Februar 1955                                   |
| Minister für nationale Verteidigung und Streitkräfte 20. Januar 1955: Minister für nationale Verteidigung | Pierre Kœnig Emmanuel Temple Jacques Chevallier             | 19. Juni 1954 14. August 1954 20. Januar 1955     | 14. August 1954 20. Januar 1955 23. Februar 1955   |
| Minister für Streitkräfte                                                                                 | Maurice Bourgès-Maunoury                                    | 20. Januar 1955                                   | 23. Februar 1955                                   |
| Minister für öffentliche Arbeiten, Verkehr und Tourismus                                                  | Jacques Chaban-Delmas                                       | 19. Juni 1954                                     | 14. August 1954                                    |
| Minister für Finanzen, Wirtschaft und Planung                                                             | Edgar Faure Robert Buron                                    | 19. Juni 1954 20. Januar 1955                     | 20. Januar 1955 23. Februar 1955                   |
| Minister für nationale Bildung                                                                            | Jean Berthoin                                               | 19. Juni 1954                                     | 23. Februar 1955                                   |
| Minister für Industrie und Handel                                                                         | Maurice Bourgès-Maunoury Henri Ulver                        | 19. Juni 1954 3. September 1954                   | 3. September 1954 23. Februar 1955                 |
| Landwirtschaftsminister                                                                                   | Roger Houdet                                                | 19. Juni 1954                                     | 23. Februar 1955                                   |
| Minister für die Überseegebiete                                                                           | Robert Buron Jean-Jacques Juglas                            | 19. Juni 1954 20. Januar 1955                     | 20. Januar 1955 23. Februar 1955                   |
| Minister für Arbeit und soziale Sicherheit                                                                | Eugène Claudius-Petit Louis-Paul Aujoulat                   | 19. Juni 1954 3. September 1954                   | 3. September 1954 23. Februar 1955                 |
| Minister für Wohnungswesen und Wiederaufbau                                                               | Maurice Lemaire Jacques Chaban-Delmas Maurice Lemaire       | 19. Juni 1954 3. September 1954 12. November 1954 | 14. August 1954 12. November 1954 23. Februar 1955 |
| Minister für Veteranen und Kriegsopfer                                                                    | Emmanuel Temple Jean Masson                                 | 19. Juni 1954 3. September 1954                   | 3. September 1954 23. Februar 1955                 |
| Minister für öffentliche Gesundheit und Bevölkerung                                                       | Louis-Paul Aujoulat André Monteil                           | 19. Juni 1954 3. September 1954                   | 3. September 1954 23. Februar 1955                 |
| Minister für Beziehungen zu assoziierten Staaten                                                          | Guy La Chambre                                              | 19. Juni 1954                                     | 23. Februar 1955                                   |
| Minister für Angelegenheiten von Marokko und Tunesien                                                     | Christian Fouchet                                           | 19. Juni 1954                                     | 23. Februar 1955                                   |
| Minister für öffentliche Arbeiten, Verkehr und Tourismus                                                  | Maurice Bourgès-Maunoury Jacques Chaban-Delmas              | 14. August 1954 3. September 1954                 | 3. September 1954 23. Februar 1955                 |
| Minister für die Handelsmarine                                                                            | Raymond Schmittlein                                         | 20. Januar 1955                                   | 23. Februar 1955                                   |